# Demetrio José Fábrega
Demetrio José Fábrega López (Aguadulce, 14 de septiembre de 1932 - 25 de noviembre de 2022) fue un poeta, académico y traductor panameño.

## Biografía
Realizó estudios universitarios en la Universidad de Yale, en la Universidad Complutense de Madrid y en la Universidad de Waseda. Fue políglota, siendo hablante de inglés, alemán, latín, portugués, italiano, francés y japonés.
Fue funcionario diplomático, siendo agregado cultural en las embajadas panameñas de Francia y del Reino Unido, así como ministro consejero de Panamá en Londres. En el ámbito periodístico fue director del diario La Hora y publicó numerosos artículos en diversos periódicos.
Como poeta fue considerado como vanguardista según el crítico literario Rodrigo Miró. Obtuvo el Premio Ricardo Miró en cuatro ocasiones en la categoría poesía: Redes de humo (1952), Libro de la mal sentada (1956), Cuerpo amoroso (1962) y Poemas (1981). También escribió los siguientes libros: Sonetos de la pasión (1992), Elegías necesarias (1992), Conversaciones póstumas (2001) y La degradación del español y el ocaso del hombre racional (2002).
En 1986 escribió un ensayo sobre la relación que existe entre el desarrollo del lenguaje en el niño y la posterior evolución de las actividades de la mente en el adulto. Dicho ensayo fue considerado posteriormente por la Universidad de Panamá para ser parte de la Colección Centenario de la República. En 2003 se convirtió en académico de número en la Academia Panameña de la Lengua, reemplazando a Baltasar Isaza Calderón y ocupó la silla F hasta su fallecimiento. Representó a la Academia en el III Congreso Internacional de la Lengua Española (Rosario, 2004) con la disertación titulada Unidad lingüística y tradición cultural.
En el aspecto de traducción, en 2004 publicó Sonetos de Camoens, Petrarca, Ronsard y Shakespeare, una adaptación con las sílabas contadas y con los mismos patrones de rima de los sonetos originales. En 2007 presentó tres libros de traducciones de la literatura europea: una edición bilingüe de Los veinticuatro sonetos de amor de Louise Labé con el texto en francés de la edición publicada en Lyon en 1596, una edición bilingüe de Amoretti de Edmund Spenser con 89 sonetos y el texto en inglés de la edición de 1595; y una traducción del libro Discurso sobre la nobleza y la superioridad del sexo femenino de Enrique Cornelio Agripa, con el texto de la edición en latín publicada en Amberes en 1529, siendo la primera traducción del libro al idioma español.